# ورزشگاه کلیولند براونز

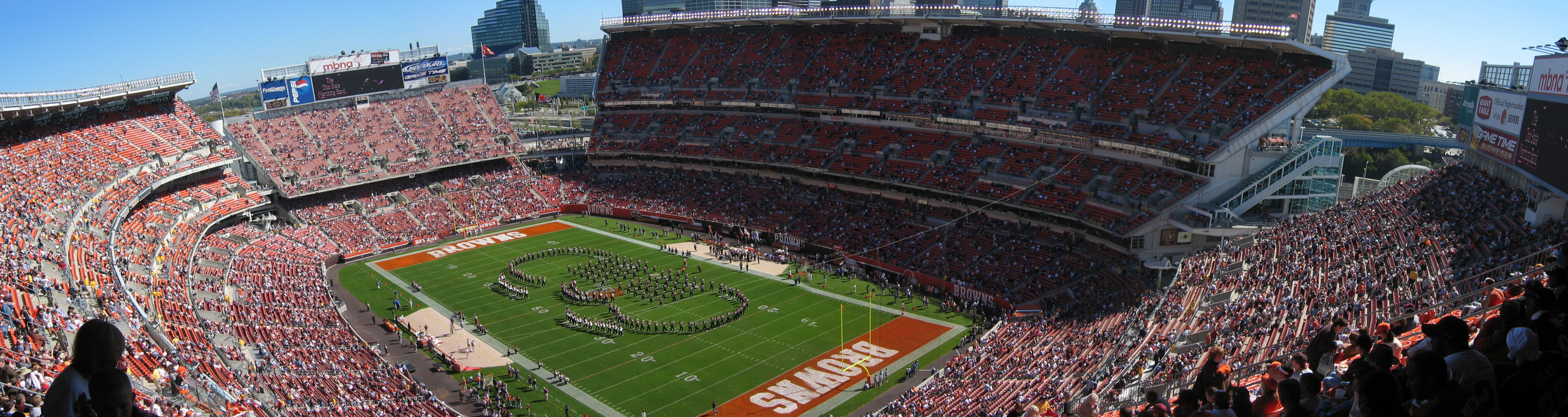

ورزشگاه کلیولند براونز (به انگلیسی: Cleveland Browns Stadium) با ظرفیت ۷۳٬۲۰۰ نفر در شهر کلیولند ایالت اوهایو واقع شده‌است. ابعاد این ورزشگاه ۶۳ در ۱۰۴ متر است. در تاریخ ۱۹۹۹ تأسیس شد و دارای زمین چمن می‌باشد.